# Christoph von Steiger

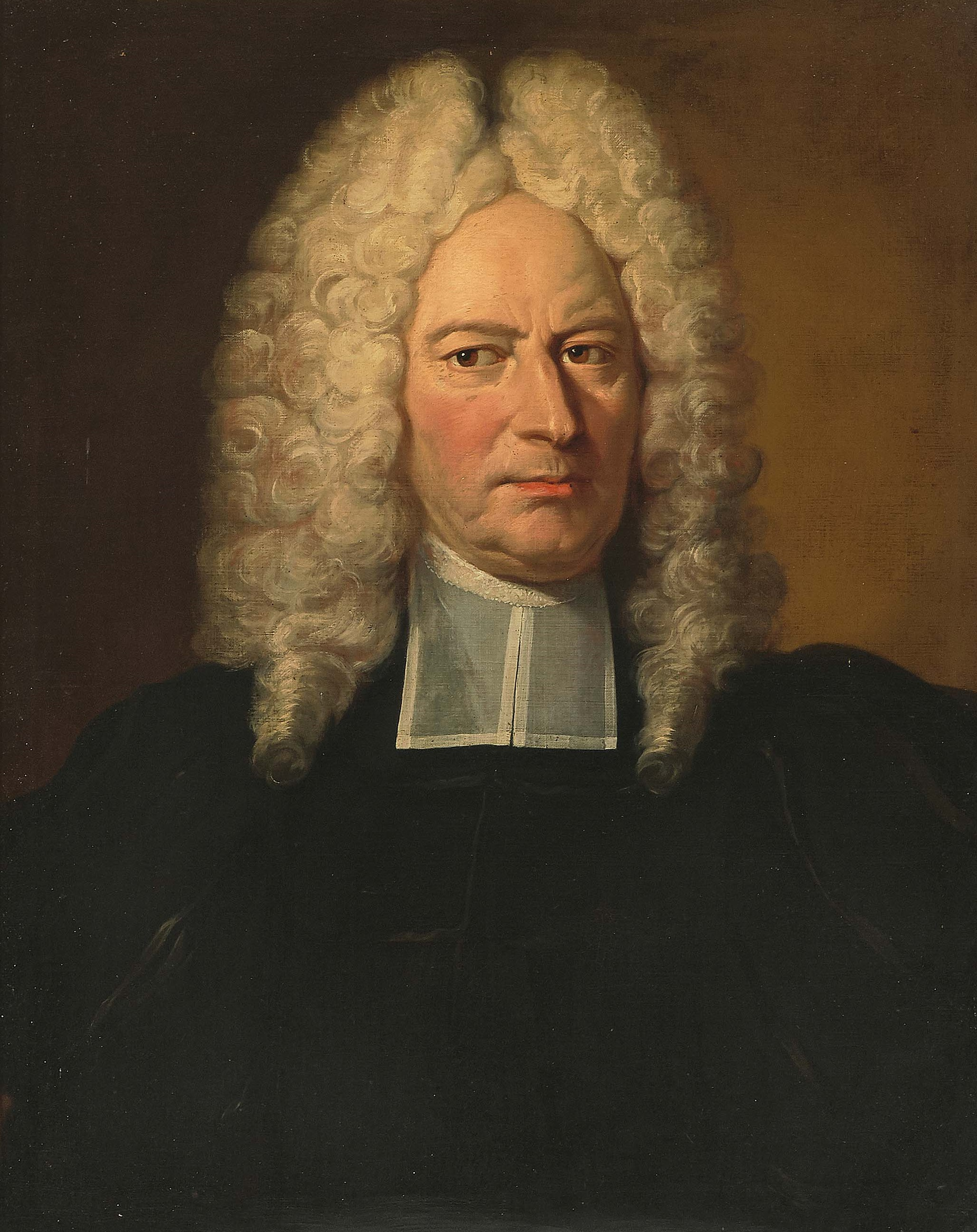
Christoph Steiger, gemalt von Johann Rudolf Huber (1719)

Christoph Steiger (I.), auch Christoph von Steiger (* 23. November 1651 in Bern; † 18. August 1731 ebenda), war ein Schweizer Magistrat.

## Leben
Christoph von Steiger entstammte der Berner Patrizierfamilie Steiger mit dem schwarzen Bock. Er wurde 1651 als fünfter Sohn des Emanuel von Steiger und der Catharina Dachselhofer geboren. Nach der Promotion in Bern an der Hohen Schule studierte er ab 1668 Theologie in Lausanne und ab 1671 die Rechte in Orléans. Anschliessend begab er sich auf eine Kavalierstour durch europäische Länder und widmete sich dort Sprachstudien. Durch seine Heirat mit Anna Katharina Berseth im Jahre 1678 kam Steiger in den Besitz des Landgutes Tschugg. 1680 gelangte er in den Grossen Rat von Bern. Drei Jahre später bekleidete er das Amt des Grossweibels, und 1687 wurde er als Landvogt nach Lenzburg geschickt. 1709 wurde er in den Kleinen Rat und 1712 zum Welschseckelmeister gewählt, er war also Finanzminister für die französischsprachigen Gebiete. Er wurde für seine Verdienste im Neuenburger Erbfolgestreit auf Vorschlag des preussischen Königs 1714 in den erblichen Freiherrenstand erhoben. Ab 1718 bis zu seinem Tod übte er das Amt des Schultheissen von Bern alternierend aus.
Sein Zeitgenosse Johann Rudolf Gruner schrieb über ihn: «Christoph Steiger führte keinen grossen Staat, sondern war ein Muster von Demut und Sanftmut.» Eine Aussage, die durch den Umstand unterstrichen wird, dass er in Tschugg keine wesentlichen baulichen Massnahmen veranlasst hat. Gewürdigt wurde er auch wegen seines glänzenden Rednertalents, seiner umfassende Bildung und weil er häufig eine massgebliche Beraterfunktion ausgeübt hatte.
Christoph Steiger (II.) war sein Sohn.

## Archive
- Nachlass Christoph Steiger (I.), Burgerbibliothek Bern, Mss.h.h.L.65–71
- Porträt Christoph Steiger (I.) in der Burgerbibliothek Bern